# 龔之遂
龔之遂（1612年3月26日—？年），號易齋。湖廣承天府荊門州人，北直隸順天府大興縣籍，明末清初政治人物。

## 生平
崇禎十二年己卯科中式順天鄉試第三十三名舉人，崇禎十六年（1643年）癸未科二甲68名，戶部觀政。明亡仕清，順治年間，授戶部山東司主事、監督北新鈔關。